# NGC 7677
NGC 7677 (również PGC 71517 lub UGC 12610) – galaktyka spiralna z poprzeczką (SBbc), znajdująca się w gwiazdozbiorze Pegaza. Odkrył ją Albert Marth 5 września 1864 roku.